# Ahl Taleb al-Mukhtar
 (septembre 2024).
La mise en forme du texte ne suit pas les recommandations de Wikipédia : il faut le « wikifier ».
Les points d'amélioration suivants sont les cas les plus fréquents. Le détail des points à revoir est peut-être précisé sur la page de discussion.
- Les titres sont pré-formatés par le logiciel. Ils ne sont ni en capitales, ni en gras.
- Le texte ne doit pas être écrit en capitales (les noms de famille non plus), ni en gras, ni en italique, ni en « petit »…
- Le gras n'est utilisé que pour surligner le titre de l'article dans l'introduction, une seule fois.
- L'italique est rarement utilisé : mots en langue étrangère, titres d'œuvres, noms de bateaux, etc.
- Les citations ne sont pas en italique mais en corps de texte normal. Elles sont entourées par des guillemets français : « et ».
- Les listes à puces sont à éviter, des paragraphes rédigés étant largement préférés. Les tableaux sont à réserver à la présentation de données structurées (résultats, etc.).
- Les appels de note de bas de page (petits chiffres en exposant, introduits par l'outil «  Source ») sont à placer entre la fin de phrase et le point final[comme ça].
- Les liens internes (vers d'autres articles de Wikipédia) sont à choisir avec parcimonie. Créez des liens vers des articles approfondissant le sujet. Les termes génériques sans rapport avec le sujet sont à éviter, ainsi que les répétitions de liens vers un même terme.
- Les liens externes sont à placer uniquement dans une section « Liens externes », à la fin de l'article. Ces liens sont à choisir avec parcimonie suivant les règles définies. Si un lien sert de source à l'article, son insertion dans le texte est à faire par les notes de bas de page.
- La présentation des références doit suivre les conventions bibliographiques. Il est recommandé d'utiliser les modèles {{Ouvrage}}, {{Chapitre}}, {{Article}}, {{Lien web}} et/ou {{Bibliographie}}. Le mode d'édition visuel peut mettre en forme automatiquement les références.
- Insérer une infobox (cadre d'informations à droite) n'est pas obligatoire pour parachever la mise en page.

Pour une aide détaillée, merci de consulter Aide:Wikification.
Si vous pensez que ces points ont été résolus, vous pouvez retirer ce bandeau et améliorer la mise en forme d'un autre article.
 (février 2025).
 (avril 2025).
Motif : Absence de sources secondaires centrées en nombre et qualité suffisants
- Archive Wikiwix
- Bing
- Cairn
- DuckDuckGo
- E. Universalis
- Gallica
- Google
- G. Books
- G. News
- G. Scholar
- Persée
- Qwant
- (zh) Baidu
- (ru) Yandex
- (wd) trouver des œuvres sur Wikidata

| 1. | Préciser le motif de la pose du bandeau. | Précisez le motif de la pose du bandeau en utilisant la syntaxe suivante : {{admissibilité à vérifier\|date=avril 2025\|motif=remplacez ce texte par le motif}}                           |
| 2. | Informer les utilisateurs concernés.     | Pensez à avertir le créateur de l'article, par exemple, en insérant le code ci-dessous sur sa page de discussion : {{subst:avertissement admissibilité à vérifier\|Ahl Taleb al-Mukhtar}} |

 Ahl Taleb al-Mukhtar  (en arabe : أهل طالب المختار ) est une tribu maure d'ascendance  chérifienne, par Idris I. Issu du Maroc, jusqu'en Mauritanie. Elle est la famille du célèbre Ma el Aïnin.

## Histoire et origine
La famille des Ahl Taleb al-Mukhtar est venue au XVIIe siècle depuis le Tafilalet au Maroc, jusqu'en  Mauritanie. Cette famille a un bon statut lié à son ascendance chérifienne. Ils descendent de Ali ibn Abi Talib par son arrière arrière-petit-fils : Idris I, fondateur du Maroc.
D'autres récits familiaux les fonts venir bien plus tôt dans le Sahara depuis le Maroc, et n'ont pas du Tafilalet, ce serait Yahya al-Kebir dit Qalqam qui serait venu jusqu'à « Touart ».
Le patriarche, Taleb Al-Mukhtar, illustre lettré, a été sollicité par l'émir du Tagant, Amar ben Muhammad, cherchant un vrai chérif, pour bénéficier de sa barakah (« bénédiction »).
Ils sont aussi connus pour leurs luttes contre la colonisation. Une bonne partie des fils de Ma El Aïnin et lui-même ont résisté aux colonisateurs français et espagnol. Parmi eux, Ahmed al-Hiba a réussi à devenir « sultan » dans le Sud-Marocain, principalement dans le Souss où plusieurs tribus lui prêteront allégeance. Parmi ces tribus, les : Chtouka, Ida Ou Tanan, Mesguina et les Huwara.

## Ordre religieux
La Famille Ahl Taleb al-Mukhtar est en grande partie soufie, de l'ordre Qadiriyya. Un des patriarches de la famille, Muhammad Fâdil ben Mâmîn va fonder une de ses branches, nommée la Fadiliyya. Elle se répandra dans une bonne partie de la Mauritanie et de l'Afrique de l'Ouest, principalement au Sénégal, par ses deux fils, Cheikh Saad Bouh et  Ma al-Ainin

## Lignée
La lignée (nassab) des  Ahl Taleb al-Mukhtar  est celle-ci :  Al-Talib Abi Al-Anwar Muhammad (Fondateur) bin Al-Jih Al-Mukhtar bin Al-Habib bin Ali bin Sidi Muhammad bin Sidi Yahya bin Ali bin Muhammad Shams Al-Din bin Yahya surnommé « Qalqam », bin Sidi Muhammad bin Sidi Othman bin Abi Bakr bin Sidi Yahya bin Abdul Rahman bin Aran bin Atlan bin Ajmalan bin Ibrahim bin Masoud bin Issa bin Othman bin Ismail bin Abdul Wahhab bin Yusuf bin Omar bin Yahya bin Abdullah bin Ahmed bin  Yahia III bin Al-Qasim bin Idris II bin Idris I bin Abdullah Al-Kamil bin Al-Hassan Al-Muthanna bin Al-Hassan Al-Sabt bin Ali bin Abi Talib bin Abd al-Muttalib bin Hashim bin Abd Manaf bin Qussay

## Généalogie
Voici l'arbre généalogique partiel des descendants des Ahl Taleb al-Mukhtar. Ces derniers sont très nombreux. Les hommes de la famille ont eu beaucoup de fils, qui répandront la lignée des Ahl Taleb al-Mukhtar au Maroc et en Mauritanie. Leur lignée se divise en deux, les descendants de Taleb [Abu al-Anwar] Mohamed ben [Ould] Jih al-Mokhtar et Fadel ben [Ould] Jih al-Mukhtar 
- Taleb Abu al-Anouar Mohamed ben al-Jih al-Mukhtar al-Idrissi (Fondateur)
  - Taleb al-Akhyal
    - Muhammad al-Amin
      -  Muhammad Fadil
        -  Mustapha Ma al-Ainin
          - Ahmed al-Hiba[3]
          - Merebbi Rebbu
          - El Ouali ben Mustapha[7]
            - Mohamed Fadel Ould Al-Ouali
            - Hassan Ould Al-Ouali
            - Talib Al-Akhyal Ould al-Ouali
            - Ahmed Al-Hiba Ould al-Ouali
            - Al-Qutb ould Al-Ouali
            - Buha Ould Al-Ouali

          - Muhammad Laghdaf[7]
          - Sheykh Muhammad Saad Abiha
          - Sheykh Muhammad al-Zein
          - Sheykh Muhammad Ibrahim
            - Mohamed Al-Amin al-Emir Ould Cheikh Muhammad Ibrahim[réf. nécessaire]

          - Sheykh Muhammad al-Imam
          - Sheykh al-Taleb Bou Bakr
          - Sheykh Muhammad Abu al-Anouar
          - Sheykh al-Jih
            - Mustapha ould Sh. Al-Jih
            - Mohamed Al-Arabi Ould Sh. Al-Jih
            - Mohamed Ould Sh. al-Jih
            - Sidi 'Ala Ould Sh. Al-Jih

          - Sheykh Muhammad Abd al-Wahhab ben Ma Al-Ainin
          - Sheykh al-Hassan
          - Sheykh Sayedati
          - Sheykh Muhammad Boui
          - Sheykh Taleb Akhyar ben Ma el-Ainin
          - Sheykh Abdati
          - Sheykh Bushraya
          - Sheykh Mustapha
          - Sheykh Taleb Boui
          - Sheykh al-Qutb
          - Sheykh Saadan
          - Sheykh Sayyid Othman
          - Sheykh al-Na'ma

        - Cheikh Saad Bouh[8]
          - Sheykh Talib Boui
            - Sheykh Ayah Ould Talib Boui
              - Sheykh Abd al-'Aziz ould Sheykh Ayah[9]

            - Sheykh Muhammad Ma el-Ainin Ould Talib Boui
              - Sheykh Saad Bouh Ould Ma al-Ainin Ould Talib Boui[10],[11]

        - Sheykh Sidi 'Ali ben Muhammad Fadil
          - Hibati ben Sidi Ali
          - Ma el-Aïnin ben Sidi Ali
          - Sou'ad ben Sidi Ali
          - Yahbujuh ben Sidi Ali
          - Muhammad Fadil ben Sidi Ali
          - Mu'min ben Sidi Ali

        - Muhammad al-Zein[12]
        - Muhammad Taqi-Allah[13]
          - A'ali Al-Sheikh
            - Mohamed al-Mamoun ben A'ali al-Sheikh
            - Wajaha ben A'Ali

        - Sheykh Abah
          - Sheykh Saad Buh Ould Abah
            - Sheykh Hamadi Ould Saad Buh Ould Abah[14]

        - Sheykh Muhammad Mamoun
        - Mohamed Al-Imam Ould Muhammad Fadil
          - Abbass Ould Mohamed al-Imam Ould Muhammad Fadil
            - Sheykh Dieh ould Abass

        - Hadram Ould Muhammad Fadil
          - Abbass Ould Hadram
            - Sheykh Tourad Ould Abbass Ould Hadram

        - Sheykh Hassana
          - Sheykh Mohamed Fadil Ould Hassana

    - Abd ad-Dayam[15]
- Fadel Ould (Taleb) al-Jih al-Mokhtar[réf. nécessaire]
  - Sheykh Abeïdi (certains le nomment "Abd ar-Rahman)
    - Mohamed Ould Abeïdi
      - Mohamed Fadel [Ould Mohamed] Ould Abeidi
        - Mohamed al-Mamoun Ould Mohamed Fadel
        - Mohamed Taqi Allah ould Mohamed Fadel Ould Abeïda[16]
        - Douh Mhtarok [16]
        - Ma Al-Ainin Ould Mohamed Fadel Ould Abeïda [16]
        - Saad Bouh ould Mohamed Fadel Ould Abeïda [16]

Il y a une prévalence de certains prénoms des personnalités célèbres de la famille, tel que : Ma al-Ainin, Saad Bouh, Muhammad Fadil.